# Musée de l'Homme
Musée de l'Homme (Muzeum člověka) bylo založeno v roce 1937 Paulem Rivetem, jako jedna z akcí, pořádaných při příležitosti světové výstavy. Je nástupníkem Musée d'ethnographie du Trocadéro, založeného v roce 1878. Na řízení organizace se na počátku podílel i francouzský antropolog Jacques Soustelle. Musée de l'Homme zabírá téměř celé křídlo pařížského paláce Palais de Chaillot.
Musée de l'Homme do své kolekce zahrnulo řadu sbírek, vznikajících už od 16. století v rámci tzv. kabinetů kuriozit a Královského kabinetu. Tyto sbírky jsou od rozmachu kolonialismu v 19. století dodnes neustále rozšiřovány. Posláním muzea je shromáždit předměty definující člověka a jeho vývoj (archeologie), jednotu a zároveň pestrost lidstva (antropologie) a jeho kulturní a umělecké projevy (etnologie).
Muzeum je ale i výzkumným centrem, na jehož provozu se podílí řada vládních institucí a organizací, patřících do Národního centra vědeckého výzkumu, největší francouzské státní vědecké organizace. Etnografické oddělení Muzea člověka se přestěhovalo do, v roce 2006 nově otevřeného, pařížského Musée du quai Branly.
Až do roku 1974 byly v muzeu vystaveny ostatky Sarah Baartmanové, svého času známé jako „Hotentotská Venuše“.
Z důvodu rekonstrukce je muzeum uzavřeno do roku 2015.